# Eriocaulon kanarense
Eriocaulon kanarense är en gräsväxtart som beskrevs av Punekar, Watve och Pakshirajan Lakshminarasimhan. Eriocaulon kanarense ingår i släktet Eriocaulon och familjen Eriocaulaceae. IUCN kategoriserar arten globalt som livskraftig. Inga underarter finns listade i Catalogue of Life.